# ОЗЕТ

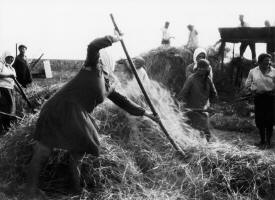
Работа в еврейском колхозе на Украине. Около 1930.

ОЗЕТ (Общество землеустройства еврейских трудящихся) — общественная организация, существовавшая в СССР с 1925 по 1938 год, и ставившая первоначально целью обустройство советских евреев посредством «аграризации».

## Исторический фон
Исторически, основными источниками пропитания евреев в Российской империи были ремесло и мелкая торговля; «майскими законами» 1882 года евреям было запрещено проживать в сельской местности и владеть землей. Существование черты оседлости вело к нищете и скученности масс еврейского населения в местечках. Во время Первой мировой войны около 500 тысяч евреев было насильственно выселено из прифронтовых губерний и переселено во внутренние губернии России. Для оказания помощи жертвам погромов и выселений в 1915 году был создан «Еврейский комитет помощи жертвам войны» (ЕКОПО). К концу 1916 года эта организация оказала помощь 240 тыс. беженцев и вынужденных переселенцев.
После Октябрьской революции, Гражданской войны, прокатившихся погромов и последовавшей разрухи, торговцы и ремесленники превратились в классовых врагов нового строя. По разным данным, от 100 до 200 тысяч евреев были убиты в погромах в период 1918—1920 годов. Около двух миллионов евреев эмигрировали из Российской империи (включая Царство Польское) в США с 1881 по 1915; иммиграция в Палестину, Аргентину, Бразилию и другие страны также была значительной.
К началу 20-х годов более трети оставшегося еврейского населения СССР оказались в категории лишенцев. Значительная часть евреев покинула местечки в поисках работы в крупных городах, но и там царила безработица.

## КомЗЕТ
Комитет по земельному устройству еврейских трудящихся при президиуме Совета национальностей ЦИК СССР (КомЗЕТ) был образован постановлением Президиума ЦИКа от 29 августа 1924 года с целью привлечения еврейского населения Советской России к производительному труду. В цели КомЗЕТа также входило сотрудничество с международными еврейскими организациями (в первую очередь, «Джойнтом») и создание альтернативы сионизму.
Как было отмечено в журнале «Трибуна» за сентябрь 1929 года, КомЗЕТ являлся «одним из боевых органов Советской власти по проведению национальной политики среди еврейских трудящихся масс». Именно КомЗЕТ формировал переселенческую политику в рамках проекта еврейской земледельческой колонизации в СССР. В его ведении находились еврейские земледельческие поселения в Южной Украине и Крыму, а с 1927 года — в Биробиджане. В меньших масштабах КОМЗЕТ действовал в Белоруссии, а также в Узбекистане, Грузии, Дагестане, Азербайджане и на Северном Кавказе. Ряд населённых пунктов носил названия Комзет, Комзетовка, и т. д.
Первым председателем КомЗЕТа (1924—1935) стал Пётр Смидович, партийный деятель, член президиума ВЦИК и ВСНХ; С. Чуцкаев сменил его на этом посту (1935—1938). Членами КомЗЕТа в разное время состояли такие видные общественные и политические деятели, как Чемерисский, Мережин, Страшун, Диманштейн, Гольде и Ларин.
В 1938 году в связи со сворачиванием проекта еврейской земледельческой колонизации в СССР, КомЗЕТ был расформирован, члены его — репрессированы.

## Джойнт
В середине июля 1922 года «Джойнт» кормил только на Украине 800 тысяч детей ежедневно, среди которых евреи составляли меньшинство. В пик голода, разразившегося в Поволжье и Восточной Украине «Джойнт» кормил до 2 млн человек. Еврейский общественный комитет («Евобщестком»), при содействии «Джойнта», в 1922 году оказывал помощь 132 тысячам детям в детских домах, школах, детских садах, больницах, поликлиниках.
В 1924 году между «Джойнтом» и советским правительством был подписан договор о создании корпорации «Агро-Джойнт» (American Jewish Joint Agricultural Corporation), которая взялась за аграризацию евреев. КомЗЕТ выделял землю для создания новых колхозов. Из Америки в подшефные хозяйства завозилась современная сельскохозяйственная техника, высокоурожайное посевное зерно, племенной скот. Агрономы «Агро-Джойнта» опекали еврейских земледельцев и обучали их передовым методам ведения сельского хозяйства. Кроме «Джойнта», в проекте участвовали также ОРТ и Еврейское колонизационное общество.

## Создание ОЗЕТа
17 января 1925 года в Москве было создано Общество землеустройства еврейских трудящихся (ОЗЕТ) — формально, общественная организация для содействия КомЗЕТу и АгроДжойнту. ОЗЕТ собирал и распределял средства для помощи переселенцам, занимался мобилизацией общественного мнения, пропагандой, организацией общего и профессионального образования, культурной жизни, медицины для переселенцев, взаимодействием с международными еврейскими организациями. Лотереи ОЗЕТа проводились в 1928, 1929, 1931, 1932 и 1933 годах.
ОЗЕТ имело региональные филиалы — БелОЗЕТ (в Минске), УкрОЗЕТ (в Харькове), ТатОЗЕТ (в Казани), КрымОЗЕТ (в Симферополе), ГрузОЗЕТ (в Тбилиси), имелись также представительства в Европе, Южной Америке и Африке, Азии.
Руководство ОЗЕТа состояло из старых большевиков, включая неевреев. Первым председателем ОЗЕТа был Юрий Ларин, деятель российского революционного движения, член президиумa ВСНХ и Госплана. В конце 20-х годов его сменил на этом посту Семён Маркович Диманштейн — также революционер и партийный деятель, первый глава Еврейского комиссариата при Народном комиссариате по делам национальностей, а затем Евсекции ВКП(б). В президиум входили также Владимир Маяковский, Соломон Михоэлс и другие известные общественные деятели.

## Деятельность ОЗЕТа
Еврей

(Товарищам из ОЗЕТа)

Бывало,

начни о вопросе еврейском

тебе

собеседник

ответит резко:

— Еврей?

На Ильинке!

Все в одной ли́нийке!

Еврей — караты,

еврей — валюта…

Люто богаты

и жадны люто.

А тут

им

дают Крым!

А Крым известен:

не карта, а козырь;

на лучшем месте —

дворцы и розы. —

Так врут

рабочим врагов голоса,

но ты, рабочий,

но ты —

ты должен честно 

взглянуть в глаза

еврейской нищеты.

И до сегодня

над Западным краем

слышатся отзвуки

стонов и рёва.

Это, «жидов»

за бунты карая,

тешилась

пуля и плеть царёва.

Как будто бы

у крови стока

стоишь

у столбцов статистических 

выкладок.

И липнет

пух

из перин Белостока

к лежащим глазам,

которые выколоты.

Уставив зрачок

и желт и огромен,

глядело солнце,

едва не заплакав.

Как там —

война

проходила в погроме:

и немец,

и русский,

и шайки поляков.

Потом демократы

во весь свой мах

громили денно и нощно.

То шел Петлюра

в батарейных грома̀х,

то плетью свистела махновщина.

Еще и подвал

от слезы не высох, —

они выползали,

оставив нору́.

И было

в ихних Мюр-Мерилизах

гнилых сельдей

на неполный рубль.

И снова

смрад местечковых ям

да крови несмытой 

красная медь.

И голод

в ухо орал:

— Земля!

Земля и труд

или смерть! —

Ни моря нет,

ни куста,

ни селеньица,

худшее из худших мест на Руси —

место,

куда пришли поселенцы,

палаткой взвив

паруса парусин.

Эту пустыню

в усердии рьяном

какая жрала саранча?!

Солончаки сменялись бурьяном,

и снова

шел солончак.

Кто смерит

каторгу их труда?!
Первоначально еврейские сельсоветы создавались большей частью в Крыму, а также в районе «старых» еврейских земледельческих колоний, основанных ещё в начале 19 века. Для получения поддержки евреев Запада ОЗЕТу была предоставлена беспрецедентная свобода по меркам того времени. В отличие от КомЗЕТа, ОЗЕТ официально не придерживался определённой идеологии. В ноябре 1925 года ОЗЕТ даже объявил о своём нейтральном отношении к сионизму, который уже был объявлен в СССР наиболее реакционной разновидностью еврейского буржуазного национализма, и лишь в конце 1920-х годов руководство ОЗЕТа заняло откровенно антисионистскую позицию.

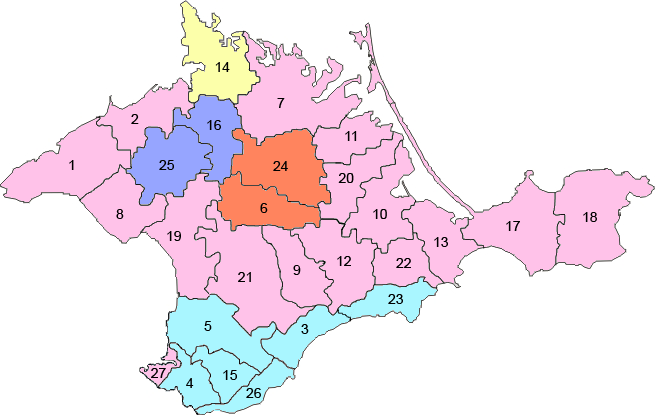
Территориальное деление Крымская АССР к 1938 году. Еврейские национальные районы показаны синим. 16 — Лариндорфский район (центр Джурчи), 25 — Фрайдорфский район

До 1930-х годов ОЗЕТ был нередко представлен в советских павильонах на международных выставках и на кинофестивалях. О деятельности ОЗЕТа в 1927 году Абрамом Роомом был снят фильм «Евреи на земле» по сценарию Маяковского и Шкловского. В Москве с 1927 по 1937 год издавался журнал «Трибуна» на русском языке — печатный орган Центрального правления ОЗЕТ, УкрОЗЕТА и БелОЗЕТА.
В отличие от большинства советских общественных организаций того времени, членство в ОЗЕТе не требовало пролетарского происхождения. В 1926 году членами ОЗЕТ было 60 тысяч, а в начале 1930-х годов — 300 тысяч человек, но многие вступили в него по принуждению и числились лишь членами формально, поскольку в ОЗЕТ вступали целыми коллективами — заводы, воинские части, вузы и т. п.
К концу 1920-х годов было создано 160 еврейских сельских советов на Украине, 29 — в Крыму, 27 — в Белоруссии. На Украине было также создано 3 еврейских национальных района — Калининдорфский (административный центр — Калининдорф), Сталиндорфский (Сталиндорф) и Новозлатопольский (Новозлатополь), в Крыму (ещё не входившем в состав Украины) — Фрайдорфский (Фрайдорф) и Лариндорфский (Лариндорф).
Еврейским переселенцам было выделено в общей сложности около 5000 км². План ОЗЕТа и КомЗЕТа включал переселение 500 000 «еврейских крестьян» за 10 лет. В действительности, с 1925 по 1937 год переселились лишь 126 000, из которых только 53 000 остались на новом месте. В новосозданные еврейские земледельческие коммуны и коллективные хозяйства также влились переселенцы из подмандатной Палестины, Аргентины и некоторых других стран, главным образом придерживающиеся коммунистической идеологии.

## Еврейская автономная область
С февраля 1928, ОЗЕТ свернул деятельность по переселению в европейской части СССР, и переориентировался на создание Еврейской автономной области в районе Биробиджана. 28 марта 1928 года Президиум ЦИК СССР принял постановление «О закреплении за КомЗЕТом для нужд сплошного заселения трудящимися евреями свободных земель в приамурской полосе Дальневосточного края». 20 августа 1930 ЦИК РСФСР принял постановление «Об образовании в составе Дальневосточного края Биро-Биджанского национального района». Постановлением ВЦИКа от 7 мая 1934 г. национальный район, основанный в 1930 г., получил статус Еврейской автономной области. К 1932 из 20,000 переселенцев лишь 7,000 остались в ЕАО.

## Ликвидация ОЗЕТа и еврейских национальных районов и сельсоветов
В 1930-е годы коллективизация и индустриализация привели к оттоку молодежи в города и сокращению численности евреев-крестьян. В ходе массовых репрессий 1937—1938 годов была уничтожена значительная часть руководства ОЗЕТа. В мае 1938 ОЗЕТ было ликвидировано особым указом ЦИКа. Тогда же прекратилось сотрудничество с Джойнтом. В том же году были расформированы все созданные ранее еврейские национальные районы и сельсоветы, а еврейские школы в них превращены в русские.
Из 14 000 еврейских семей, поселенных на земле за годы этого проекта, значительная часть к 1938 году вернулась в города. Большинство оставшихся в сельской местности были убиты в ходе Холокоста.

## В культуре
Небывалый для народа опыт новой деятельности активно рефлексировался в культуре. Часть произведений заказывалась самим ОЗЕТ как пропагандистские.
Режиссёр Абрам Роом по заказу Общества землеустройства еврейских трудящихся снял в Крыму и Краснодарском крае «Евреи на земле» — советский документальный фильм 1927 года.
В 1927 году в селе Курувлы-Кенегез (ныне Вересаево) поселились первые еврейские переселенцы. В том же году Курувлы-Кенегез был переименован в Комзетовку (по аббревиатуре КомЗЕТ).
В 1964 году во время поездки американского кантри-исполнителя левых взглядов Пита Сигера в Крым он спел редкую песню из своего репертуара: песню на идише времён попыток землеустройства еврейской бедноты, в том числе в Лариндорфском районе около Джанкоя.
Эй, евреи, как там наши? Где мой братец, где Абраша?
— Водит трактор, будто он сам пан,
Тетя Леа при косилке, Бэла чинит молотилку,
Ой, Джанкой мой, джан, джан, джан!
```
Эй джан, Эй Джанкой мой,…
```

Во время поездки в Крым он посетил этот город и дал концерт, о чём написала заметку местная газета «Заря коммунизма».